# جانيت خوري
جانيت خوري من مواليد 1943 هي سيدة مسيحية رئيسة لبلدية رام الله وعضو في الجبهة الشعبية لتحرير فلسطين. تعتبر أول سيدة رئيسة بلدية مدينة فلسطينية كبرى.
انتخبت رئيسة بلدية بعد تفوقها على غازي حنانيا مرشح حركة فتح بعد أن صوت ثلاثة من أعضاء حركة حماس لها.